# Wettkampfausweis

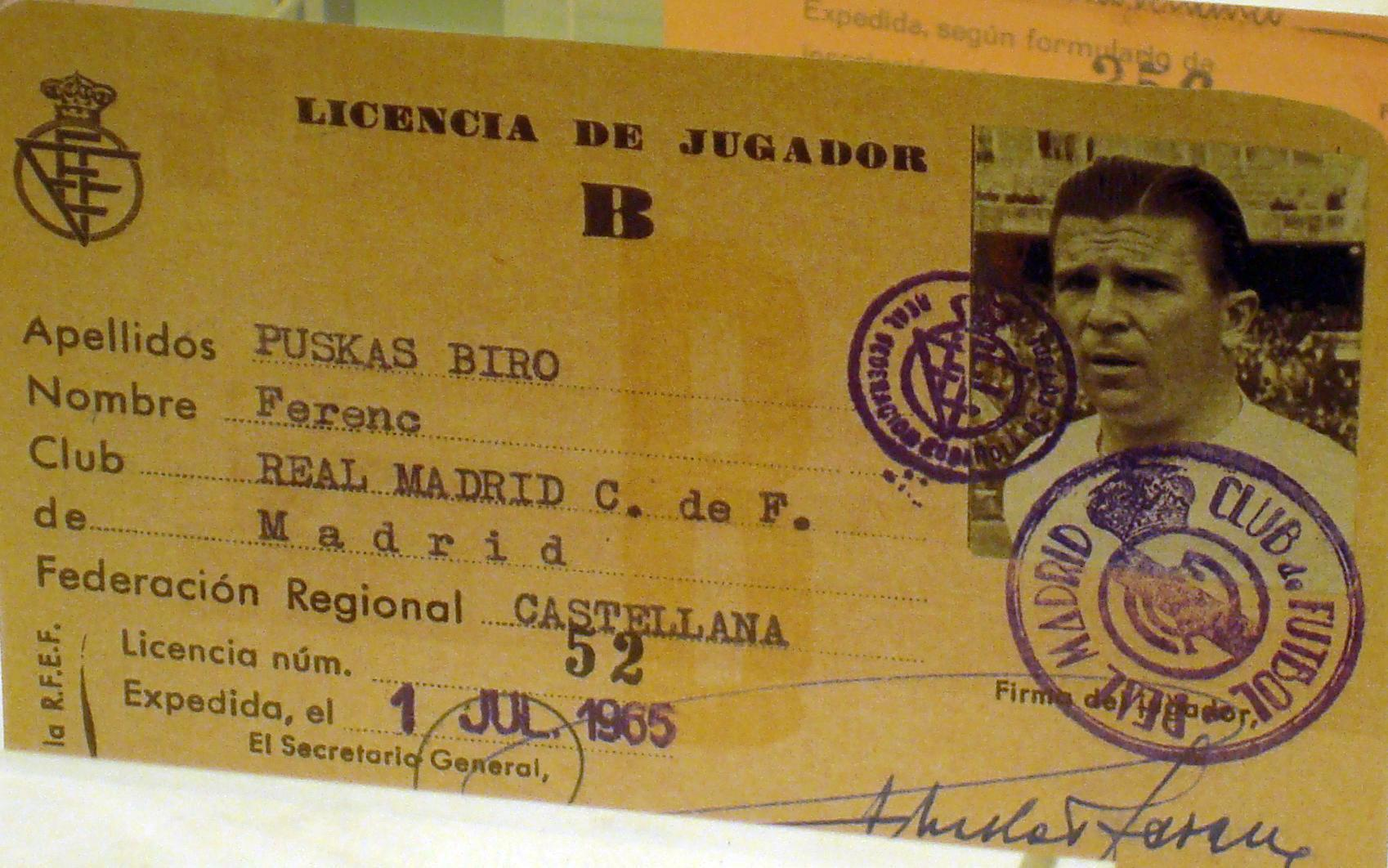
Spanischer Fußball-Spielerausweis von 1965

Ein  Wettkampfausweis (auch Spielerpass, Spielerausweis, Rennpass oder Startausweis) ist ein Dokument, das Sportler in vielen Sportarten zur Teilnahme an Wettkämpfen benötigen. Ein solcher Wettkampfausweis enthält in der Regel Name, Geburtsdatum und Geschlecht des Sportlers sowie Angaben über dessen Nationalität und seine Vereinszugehörigkeit. Die erforderlichen Angaben werden üblicherweise auf Basis der entsprechenden Wettkampfregeln der Sportart festgelegt.
Häufig ist auch vermerkt, für welche Liga bzw. welche Alters- und Leistungsklasse der Sportler zugelassen ist. Auch evtl. Sportstrafen oder Wettkampfsperren werden hier unter Umständen vermerkt.
Der Wettkampfausweis wird in der Regel vom zuständigen Sportverband ausgegeben, der die Ausgabe ggfs. an bestimmte Voraussetzungen (z. B. Gesundheitscheck, Dopingkontrollen) bindet.